# Narciso Tondreau
Narciso Tondreau Valín (La Serena, 25 de octubre de 1861-Santiago de Chile, 16 de diciembre de 1949) fue un poeta, abogado, periodista y educador chileno.

## Reseña biográfica
Nace el 26 de octubre de 1861 en La Serena, hijo de Luis Tondreau y Macarena Valín, ambos de origen franco-canadiense. Sus estudios primarios los cursó en las escuelas públicas de Ovalle, ingresando posteriormente al Seminario de La Serena y finalmente entra a estudiar leyes a la Universidad de Chile, obteniendo su título de abogado en 1886. Sin embargo, no continuó con esta profesión y se dedica por completo al periodismo y la docencia.  
Mientras estudiaba en la universidad, tuvo oportunidad de relacionarse con varias eminencias de la época, como Valentín Letelier, Pedro Balmaceda, Enrique Matta, Luis Orrego Luco, Juan Enrique Tocornal, Pedro Montt, Eduardo de la Barra y el poeta nicaragüense Rubén Darío, quien se encontraba en Chile por esos años e influyó notablemente en la poesía que años más tarde escribe Tondreau. 
Comenzó escribiendo artículos para distintos diarios de la zona, como El Tamaya de Ovalle, El Imperial y La Libertad Electoral de Santiago en 1886, para el diario La Época en 1887, y para La Tribuna en 1888. Al año siguiente escribe  para el Progreso de Iquique, La Lectura y la Revista de Artes y Letras.  Además de su trabajo como periodista, escribió poesía lírica, un poema épico y un tratado histórico.  
Por otro lado, sirvió en varios puestos del servicio público, siendo delegado en La Paz, Bolivia (1881), Capitán de la Armada Constitucional, y Jefe del Departamento de Iquique en el Ministerio de Guerra y Gobernador del Maule (1891). Al año siguiente fue nombrado gobernador de Linares.  
En 1987 viaja a la ciudad de Chillán, para iniciar su carrera como docente, desempeñándose como profesor de Ciencias Naturales en el Liceo de Hombres de Chillán, del cual sería más tarde su rector, hasta 1925. Durante su estadía, influyó sobre diversas personalidades artísticas y culturales de la ciudad, como fueron: Armando Lira, Walterio Millar, Marta Brunet, Tomás Lago, Gabriel Fagnilli Fuentes, Arturo Gardoqui, Alfonso Lagos Villar, entre otros.
A partir de su viudez en 1928, reside en casas de sus hijos, en las ciudades de Viña del Mar y Santiago de Chile, falleciendo en esta última, el 16 de diciembre de 1949. Sus restos se encuentran sepultados en el 3° piso del Pabellón Recoleta del Cementerio General de Santiago. Actualmente, como homenaje, desde 1965, el Liceo de Hombres de Chillán, cambió de nombre a Liceo Narciso Tondreau.

## Obras
- Penumbras y asonantes (1887)
- Los Balamadonautas
- Reseña histórica sobre el Liceo de Chillán